# Железничка станица Дивци
Железничка станица Дивци је једна од железничких станица на прузи Београд—Бар. Налази се насељу Дивци у граду Ваљеву. Пруга се наставља у једном смеру ка Ваљеву и у другом према Словцу. Железничка станица Дивци састоји се из 3 колосека.

## Повезивање линија
- Пруга Београд—Бар